# 阿布哈茲蘇維埃社會主義自治共和國
阿布哈茲蘇維埃社會主義自治共和國是蘇聯的一個自治共和國，首都蘇呼米。面積約8600km2，人口535000人。其前身是阿布哈茲社會主義蘇維埃共和國，後成為格鲁吉亚的自治共和國。人民委员会第一任主席为涅斯托尔·阿波罗诺维奇·拉科巴。